# Powiat Budziszyn
Powiat Budziszyn (niem. Landkreis Bautzen, górnołuż. Wokrjes Budyšin) − powiat w niemieckim kraju związkowym Saksonii, został utworzony w związku z reformą administracyjną 1 sierpnia 2008. Siedzibą jest miasto Budziszyn.
Ten powiat powstał z powiatów Budziszyn, Kamenz i miasta na prawach powiatu Hoyerswerda.
Powiat ma powierzchnię 2 395,61 km², teren ten zamieszkuje 300 800 osób (stan na 31 grudnia 2018).

## Podział administracyjny
W skład powiatu Budziszyn wchodzi:
- 15 miast (Stadt)
- 42 gminy (Gemeinde)
- sześć wspólnot administracyjnych (Verwaltungsgemeinschaft)
- jeden związek gmin (Verwaltungsverband)

Miasta:
| Lp. | Nazwa miasta                                       | Ludność (31 grudnia 2018) | Powierzchnia km² |
| --- | -------------------------------------------------- | ------------------------- | ---------------- |
| 1   | Bernsdorf (górnołuż. Njedźichow)                   | 6.466                     | 59,65            |
| 2   | Bischofswerda (górnołuż. Biskopicy)                | 10.972                    | 46,26            |
| 3   | Budziszyn (górnołuż. Budyšin)                      | 39.087                    | 66,62            |
| 4   | Elstra (górnołuż. Halštrow)                        | 2.729                     | 32,64            |
| 5   | Großröhrsdorf                                      | 9.510                     | 41,00            |
| 6   | Hoyerswerda (górnołuż. Wojerecy)                   | 32.658                    | 95,06            |
| 7   | Kamenz (gónołuż. Kamjenc)                          | 14.742                    | 98,30            |
| 8   | Königsbrück (górnołuż. Kinspork)                   | 4.486                     | 77,83            |
| 9   | Lauta (górnołuż. Łuty)                             | 8.411                     | 41,87            |
| 10  | Pulsnitz (górnołuż. Połčnica)                      | 7.467                     | 26,72            |
| 11  | Radeberg                                           | 18.463                    | 29,74            |
| 12  | Schirgiswalde-Kirschau (górnołuż. Šěrachow-Korzym) | 6.227                     | 24,30            |
| 13  | Weißenberg (górnołuż. Wóspork)                     | 3.133                     | 50,92            |
| 14  | Wilthen (górnołuż. Wjelećin)                       | 4.921                     | 17,06            |
| 15  | Wittichenau (górnołuż. Kulow)                      | 5.715                     | 60,70            |

Gminy:
| Lp. | Nazwa gminy                                  | Ludność (31 grudnia 2018) | Powierzchnia km² |
| --- | -------------------------------------------- | ------------------------- | ---------------- |
| 1   | Arnsdorf                                     | 4.855                     | 35,80            |
| 2   | Burkau (górnołuż. Porchow)                   | 2.593                     | 31,83            |
| 3   | Crostwitz (górnołuż. Chrósćicy)              | 1.035                     | 13,32            |
| 4   | Cunewalde (górnołuż. Kumwałd)                | 4.651                     | 26,62            |
| 5   | Demitz-Thumitz (górnołuż. Zemicy-Tumicy)     | 2.663                     | 21,07            |
| 6   | Doberschau-Gaußig (górnołuż. Dobruša-Huska)  | 4.178                     | 40,48            |
| 7   | Elsterheide (górnołuż. Halštrowska hola)     | 3.461                     | 126,81           |
| 8   | Frankenthal                                  | 931                       | 9,43             |
| 9   | Göda (górnołuż. Hodźij)                      | 3.067                     | 43,26            |
| 10  | Großdubrau (górnołuż. Wulka Dubrawa)         | 4.248                     | 54,21            |
| 11  | Großharthau                                  | 2.768                     | 37,27            |
| 12  | Großnaundorf                                 | 969                       | 14,98            |
| 13  | Großpostwitz (górnołuż. Budestecy)           | 2.700                     | 16,42            |
| 14  | Haselbachtal (górnołuż. Haslowk dołk)        | 4.049                     | 37,47            |
| 15  | Hochkirch (górnołuż. Bukecy)                 | 2.262                     | 41,73            |
| 16  | Königswartha (górnołuż. Rakecy)              | 3.463                     | 47,04            |
| 17  | Kubschütz (górnołuz. Kubšicy)                | 2.554                     | 43,53            |
| 18  | Laußnitz (górnołuż. Łužnica)                 | 1.852                     | 63,74            |
| 19  | Lichtenberg                                  | 1.615                     | 14,75            |
| 20  | Lohsa (górnołuż. Łaz)                        | 5.271                     | 134,18           |
| 21  | Malschwitz (górnołuż. Malešecy)              | 4.677                     | 93,21            |
| 22  | Nebelschütz (górnołuż. Njebjelčicy)          | 1.180                     | 22,92            |
| 23  | Neschwitz (górnołuż. Njeswačidło)            | 2.425                     | 46,00            |
| 24  | Neukirch                                     | 1.611                     | 39,48            |
| 25  | Neukirch/Lausitz (górnołuż. Wjazońca)        | 4.879                     | 21,32            |
| 26  | Obergurig (gónołuż. Hornja Hórka)            | 2.066                     | 9,84             |
| 27  | Ohorn                                        | 2.453                     | 12,07            |
| 28  | Oßling (górnołuż. Wóslink)                   | 2.231                     | 43,58            |
| 29  | Ottendorf-Okrilla                            | 9.948                     | 25,88            |
| 30  | Panschwitz-Kuckau (górnołuż. Pančicy-Kukow)  | 2.096                     | 23,37            |
| 31  | Puschwitz (górnołuż. Bóšicy)                 | 821                       | 11,74            |
| 32  | Räckelwitz (górrnołuż. Worklecy)             | 1.130                     | 11,51            |
| 33  | Radibor (górnołuż. Radwor)                   | 3.135                     | 61,93            |
| 34  | Ralbitz-Rosenthal (górnołuż. Ralbicy-Róžant) | 1.688                     | 31,69            |
| 35  | Rammenau (górnołuż. Ramnow)                  | 1.367                     | 10,76            |
| 36  | Schmölln-Putzkau (górnołuż. Smělna-Póckowy)  | 2.993                     | 32,94            |
| 37  | Schwepnitz (górnołuż. Sepicy)                | 2.496                     | 55,55            |
| 38  | Sohland an der Spree (górnołuz. Załom)       | 6.775                     | 37,27            |
| 39  | Spreetal (górnołuż. Sprjewiny Doł)           | 1.887                     | 108,78           |
| 40  | Steina                                       | 1.617                     | 12,49            |
| 41  | Steinigtwolmsdorf (górnołuż. Wołbramecy)     | 2.846                     | 18,03            |
| 42  | Wachau                                       | 4.276                     | 38,06            |

Wspólnoty administracyjne:
| Lp. | Nazwa wspólnoty administracyjnej | Ludność (31 grudnia 2018) | Powierzchnia km² | Liczba gmin |
| --- | -------------------------------- | ------------------------- | ---------------- | ----------- |
| 1   | Bischofswerda                    | 12.339                    | 56,97            | 2           |
| 2   | Großharthau                      | 3.699                     | 46,71            | 2           |
| 3   | Großpostwitz-Obergurig           | 4.766                     | 26,29            | 2           |
| 4   | Königsbrück                      | 7.949                     | 181,76           | 3           |
| 5   | Neschwitz                        | 3.246                     | 57,80            | 2           |
| 6   | Pulsnitz                         | 14.121                    | 80,97            | 5           |

Związki gmin:
| Lp. | Nazwa związku gmin | Ludność (31 grudnia 2018) | Powierzchnia km² | Liczba gmin |
| --- | ------------------ | ------------------------- | ---------------- | ----------- |
| 1   | Am Klosterwasser   | 7.129                     | 102,86           | 5           |